# Juan Lembeye

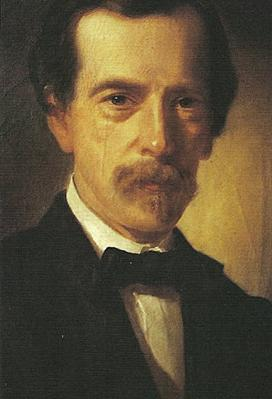
Juan Lembeye e Lartaud (1816–1989)

Juan José Joaquín Lembeye e Lartaud (* 21. Oktober 1816 in Ferrol; † 1. Dezember 1889 in Culleredo), oft nur Juan Lembeye, war ein spanischer Agrarwissenschaftler, Naturforscher, Lepidopterologe, Ornithologe und Bürgermeister von Culleredo.

## Leben und Wirken
Sein Onkel Vicente Lembeye betrieb seit 1817 in der Calle San Bernardo in Feroll das Theater Principal und seit 1820 die Philharmonie. Als im Mai 1814 in A Coruña die erste Freimaurerloge Galiciens zur Verfassungsversammlung zur Wiedervereinigung Spaniens (Logia Constitucional de la Reunión Española) zusammentraf, nahmen Lembeyes Vater Juan Lembeye und sein Onkel als Mitglieder an der Versammlung teil. Somit wuchs Juan Lembeye in einer französischstämmigen und liberal denkenden Familie auf. Der Vater, der sich 1762 in Ferrol ansiedelte und 1823 verstarb, hatte den Ruf eines bemerkenswerten Kaufmanns. So belieferte der Vater das königliche Arsenal und war Direktor der Reais Fábricas das Aceas do Ponto in Narón.
In der Zeit vor 1840 emigrierte er wie viele Galicier nach Kuba. In Havanna gründete er eine Handelsakademie. Außerdem studierte er die Fauna der Insel und stand in engem Kontakt mit vielen dort lebenden Naturforschern und Intellektuellen. So schrieb beispielsweise Felipe Poey y Aloy (1799–1891) in seinem zweiten Band von Memorias sobre la historia natural de la isla de Cuba, acompañadas de sumarios latinos y extractos en frances:

„Eine Höhle beherbergte in seinem Eingang viele Schwalben, die man ziemlich gut als Höhlenschwalben bezeichnen könnte und die mein Freund Lembeye in der Höhle von Cotilla beobachtet hatte und in seinem Buch Aves de Cuba als Golondrina ribariega bezeichnete.“

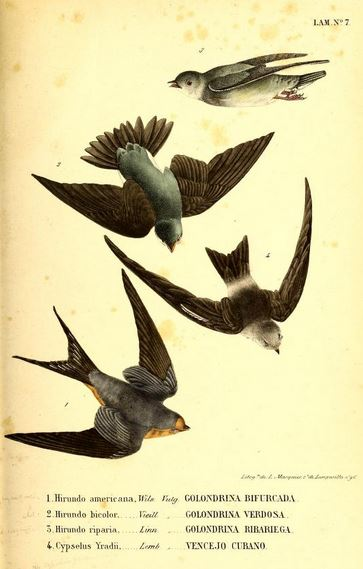
Rauchschwalbe, Sumpfschwalbe, Uferschwalbe und Unterart des Kubasegler in
Aves de la Isla de Cuba

Sein bedeutendstes Werk war sicherlich Aves de la Isla de Cuba. Es erschien im Jahr 1850 und enthielt einige für die Wissenschaft neue Arten. Als Illustrator für das Werk diente ihm Laureano Fernández und als Lithograf Luis Marquier. In Ramón de la Sagras (1798–1871) Werk Historia física, política y natural de Cuba publizierte er ein Katalog, den er nach einem System von Alcide Dessalines d’Orbigny (1802–1857) klassifizierte.
Als er viele Briefe von Wissenschaftlern aus aller Herren Ländern, insbesondere von Ramón de la Sagra, bekam, begann er zusätzlich Insekten zu sammeln. Ein Teil seiner Sammlung kann man heute im Haus der Wissenschaften von A Coruña bestaunen. Auch Johannes Christopher Gundlach gehörte zu seinen Freunden. So schrieb Lembeye in Aves de la Isla de Cuba über Gundlach:

„Mit größtem Respekt ist es eine meiner leichtesten Aufgaben freudig zu erwähnen, dass bei der Koordination und Erweiterung meiner unvollständigen Notizen, alle Hinweise und Bälge die mir Dr. Juan Gundlach, bekannter Naturwissenschaftler aus der Landgrafschaft Hessen-Kassel, zukommen ließ, zu Eigen gemacht habe und ich das Vergnügen hatte diesen im Jahr 1846 in Cárdenas zu besuchen, wo er mir mit größter Freundlichkeit seine wertvolle ornithologische Sammlung zur Verfügung stellte, in der sich auch einige unbestimmte Vögel, wie der Ardea...befanden.“

Seine Vogelsammlung verkaufte er für 1000 Pesos an das Museum von Oviedo
Im Instituto José Cornide de Estudios Coruñeses befinden sich Korrespondenzen aus den Jahren 1855 bis 1856 von Lembeye mit Victor López Seoane y Pardo-Montenegro (1832–1900), die über seine weniger bekannten entomologischen Forschungstätigkeiten Aufschluss geben. Nach der Veröffentlichung seines ornithologischen Werkes schrieb er in den Briefen, dass er sich nun mit Insekten, insbesondere mit Schmetterlingen und Raupen beschäftigt. So fand er viele neue Raupenarten, über die er später publizieren wollte. Lange galt seine Sammlung im Casa das Ciencias da Coruña als einziges Zeugnis seiner entomologischen Forschung. Doch zwischen 1855 und 1856 publizierte er in Floresta cubana und der Nachfolgezeitschrift La Piragua fünfzehn Artikel zur Insektenkunde. So erschienen in Floresta cubana Artikel mit den Titeln Mariposas, Historia Natural. Orugas, Historia Natural. Crisálidas, Historia Natural. Mariposas diurnas, Historia Natural. Continuación de las mariposas diurnas, Historia Natural. Continuación de las mariposas diurnas, Historia Natural. Continuación de las mariposas diurnas, Historia Natural. Continuación de las mariposas diurnas. Lycaenidas und Historia Natural. Ninfalideas. Im La Piragua folgten die Artikel Historia Natural. Vanesas, Historia Natural. Argynnis y Melitaeas, Historia Natural. Danaides, Historia Natural. Heliconias, Historia Natural. Satyrus y Vanesas und Historia Natural. Hesperides y Urania [FINALIZA].
In den frühen sechziger Jahren kehrte er nach Galicien zurück und ließ sich in  Culleredo nieder. Im Jahr 1863 wurde er dort in den Stadtrat gewählt. Als José Pardo Bazán, der Vater von Emilia Pardo Bazán eine mechanische Melkmaschine aus England mitbrachte, war es Lembeye, der mit dieser experimentierte. Es war die Zeit, als er sich um Fragen der Agrarwissenschaften kümmerte. Er beschäftigte sich mit Weizenkrankheiten, neuen Düngemitteln und Schwefelung. So publizierte er 1873 mit Consideraciones y consejos agrícolas para mejorar las cosechas de trigo en Galicia y perfeccionar los abonos sein erstes Buch zu diesem Thema. 1876 folgte mit La caries, inoculación esporádica de los trigos y medio de evitarla ein Buch über Weizenfäule und Mittel zur Vermeidung dieses Problems. 1885 publizierte er ein weiteres Werk Consideraciones y consejos agrícolas para mejorar las cosechas de trigo en Galicia y perfeccionar los abonos in dem er sich mit der Steigerung der Weizenerträge, sowie der Verbesserung von Düngemittel beschäftigte.
In dieser Zeit hat er all seine Forschung und pädagogische Arbeit den Landwirten der Region gewidmet. Er lehrte die Bauern wie sie ihre Ernteerträge steigern könnten. 1868 wurde er zum Bürgermeister von Culleredo gewählt, ein Amt, das er bis 1871 innehatte. Im Jahr 1889 wurde er erneut zum Bürgermeister gewählt, doch führte eine schwere Krankheit noch im Dezember desselben Jahres zu seinem Tode.
Juan Lembeye ist auf dem Friedhof von Culleredo neben der Kirche Santo Estevo in einem Familiengrab beigesetzt.

## Erstbeschreibungen durch Juan José Joaquín Lembeye e Lartaud

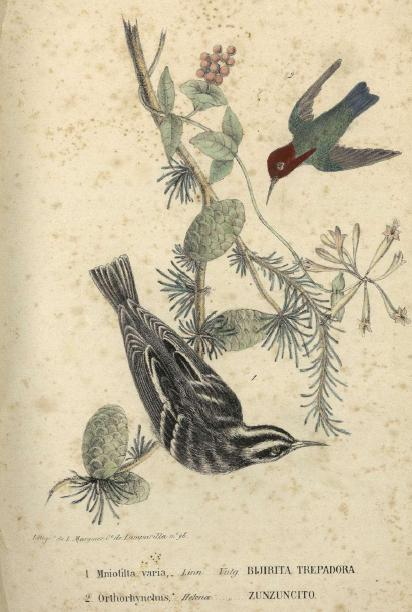
Kletterwaldsänger (Mniotilta varia) (Linnaeus, 1766) und Bienenelfe (Mellisuga helenae) in
Aves de la Isla de Cuba

Juan Lembeye e Lartaud hat  einige Arten und Unterarten, die neu für die Wissenschaft waren, beschrieben.

### Arten
Zu den Arten gehören chronologisch u. a.:
- Bienenelfe (Mellisuga helenae (Lembeye, 1850))
- Gelbkopf-Waldsänger (Teretistris fernandinae (Lembeye, 1850))
- Gundlachvireo (Vireo gundlachii Lembeye, 1850)
- Kubaklarino (Myadestes elisabeth (Lembeye, 1850))
- Rotschulterstärling (Agelaius assimilis (Lembeye, 1850))

### Unterarten
Zu den Unterarten gehören chronologisch u. a.:
- Kubasegler (Tachornis phoenicobia iradii (Lembeye, 1850))

## Dedikationsnamen
Johannes Christopher Gundlach widmete ihm 1858 den Namen des Kubamückenfängers (Polioptila lembeyei).  Bereits 1853 beschrieb er Muscicapa lembeyei, ein Name der heute als Synonym für den Weißbauch-Phoebetyrann (Sayornis phoebe (Latham, 1790)) steht. Mit Helicina lembeyana widmete ihm Felipe Poey y Aloy 1854 den Namen einer Schnirkelschneckenart.
Carlos Guillermo Aguayo (1889–1982) und Mario Idelfonso Sánchez Roig (1890–1962) nannten 1953, basierend auf einem Manuskript von Carlos de la Torre y Huerta (1858–1950), eine Landlungenschneckenart Cerion lembeyei, die heute als Synonym für Cerion poeyi santacruzense betrachtet wird.

## Publikationen (Auswahl)
- Ornitología cubana. In: Memorias de la Real Sociedad Económica de La Habana (= 2). Band 6, 1849, S. 331–336.
- Aves de la isla de Cuba. Band 1. Imprenta del Tiempo, Havanna 1850 (biodiversitylibrary.org).
- Catálogo de las Aves observadas en la isla de Cuba hasta Octubre de 1850, clasificadas según el sistema adoptado por Mr. Alcides d´Orbigny en Historia física, política y natural de Cuba de Don Ramon de la Sagra. In: Historia física, política y natural de Cuba. 1850, S. 1–12 (biodiversitylibrary.org).
- Consideraciones y consejos agrícolas para mejorar las cosechas de trigo en Galicia y perfeccionar los abonos. Tipografía de Eusebio Cascante, Coruña 1873 (biblioteca.galiciana.gal).
- La caries, inoculación esporádica de los trigos y medio de evitarla. Tipografía de Eusebio Cascante, Coruña 1876.
- Consideraciones y consejos agrícolas para mejorar las cosechas de trigo en Galicia y perfeccionar los abonos. Imp. Seminario, Santiago 1885.